# Ufeus
Ufeus is een geslacht van vlinders van de familie Uilen (Noctuidae), uit de onderfamilie Noctuinae.

## Soorten
- U. faunus Strecker, 1898
- U. lura Dyar, 1914
- U. plicatus Grote, 1873
- U. satyricus Grote, 1873
- U. unicolor Grote, 1878